# Ganna (profet)
Ganna, första århundradet, var en germansk profet och prästinna. Hon var politiskt aktiv och förhandlande som utsänd diplomat för sin stams semnonernas räkning med kejsar Domitianus (regent 81-96).